# Acriopsis carrii
Acriopsis carrii är en orkidéart som beskrevs av Richard Eric Holttum. Acriopsis carrii ingår i släktet Acriopsis och familjen orkidéer. Inga underarter finns listade i Catalogue of Life.